# Eleccions a les cambres de comerç de Catalunya de 2023
Les eleccions a les cambres de comerç de Catalunya de 2023 es van celebrar entre els dies 15 i 20 de setembre del 2023 a les Cambres de Comerç de Barcelona, Manresa i Terrassa.
Les candidatures continuistes van imposar-te clarament tant a Manresa com a Terrassa, mentre que a Barcelona, la candidatura Va d'Empresa, encapçalada per Josep Santacreu va imposar-se a Eines de País-Un Pas Més de la presidenta fins aleshores Mònica Roca, que va perdre 10 vocalies respecte les eleccions anteriors.

## Context

### Precedents
Aquestes eleccions es van veure afectades per l'anul·lació per part del Tribunal Superior de Justícia de Catalunya (TSJC) del Decret de la Generalitat que va regir les eleccions camerals de 2019 i que, entre altres aspectes, va facilitar el vot electrònic i l'augment de la participació en moltes Cambres. La sentència, però, no va anul·lar ni les eleccions ni el seu resultat i, en tot cas, feia referència exclusivament a les de la Cambra de Barcelona. El Departament d'Empresa de la Generalitat va treballar en el nou Decret que havia de regir les eleccions del 2023, fet que va implicar que fins passat l'estiu no es poguessin celebrar les eleccions camerals.
L'empresa Staff Pavillion, que ja va aconseguir la sentència del TSJC contra les eleccions del 2019, va demanar a la Generalitat de Catalunya que anul·lés el concurs obert per a la contractació de l'organització d'aquestes eleccions, amb l'argument que trencava la igualtat entre vot electrònic i vot presencials.
El procés va iniciar-se amb la Resolució EMT/2117/2022, de 4 de juliol, per la qual es donen instruccions sobre l'inici del període i la forma d'exposició al públic dels censos electorals de les cambres oficials de comerç, indústria, serveis i navegació de Catalunya en el procés electoral per a la renovació dels seus òrgans de govern.

### Candidatures
En el marc de la campanya per la Cambra de Comerç de Barcelona, el 2 de febrer del 2022 l'equip d'Eines de País va assegurar que ja tenia gairebé enllestida la llista de la candidatura, però restava per decidir-ne el nom. Tampoc no van esmentar la persona candidata a presidir la Cambra, atès que les votacions són per a escollir el Ple, i és aquest el que vota qui n'ocupa la presidència. En tot cas la mateixa presidenta en aquell moment, Mònica Roca, però també el vicepresident Toni Fitó, van aparèixer en algunes fonts com a més ben situats.
Les candidatures considerades de l'establishment, que van resultar derrotades el 2019, van començar a preparar la recuperació del control de la Cambra de Barcelona, en especial quan el març de 2021 es va produir el relleu de Joan Canadell per Mònica Roca, i la Fundació PIMEC va presentar la candidatura del seu president, José María Torres. Tanmateix, el desembre de 2022, Antoni Cañete, president de PIMEC, va negar que la patronal com a tal tingués intenció de presentar una llista pròpia a les eleccions de 2023, fent referència a la situació sorgida de les eleccions camerals de 2019, on PIMEC ja formava part del Ple en qualitat de patronal, i que moltes de les seves empreses membres es presentaran a les vocalies pels epígrafs corresponents.
A la Cambra de Comerç de Tarragona, la seva presidenta, Laura Roigé es va postular per la reelecció el desembre de 2022. A Terrassa, per la seva banda, Ramon Talamàs, president de la Cambra de Comerç de Terrassa, també va anunciar el novembre de 2022 que es presentaria a les eleccions del 2023.
A Barcelona, l'anterior president de la Cambra, Joan Canadell va confirmar el 12 d'abril que formaria part de la nova candidatura que havia de substituir Eines de País, i de la que també en formarien part l'encara presidenta Mònica Roca i el vicepresident Toni Fitó. Tanmateix, Canadell va descartar d'entrada que s'hi presentés com a presidenciable.
L'abril del 2023 va anar prenent forma la candidatura de Josep Santacreu com a candidat de consens entre les candidatures anomenades de l'establishment a la Cambra de Comerç de Barcelona. Foment del Treball i PIMEC van pactar una llista conjunta per a les eleccions per repartir-se a parts iguals les 6 vocalies designades per a organitzacions patronals a la Cambra de Comerç de Barcelona.
La candidatura d'Eines de País es va anomenar Un Pas Més, mentre que la de Santacreu va escollir Va d'Empresa. Un Pas Més va comptar amb el suport previ de l'Assemblea Nacional Catalana, amb candidats mediàtics com Joan Canadell, Ada Parellada o Joan Puigcercós. Per la seva part, Va d'Empresa va tenir el suport explícit d'empreses com Ametller Origen, Colonial, Factorenergia o Fluidra, així com del sindicat de taxistes Élite Taxi, i no es va presentar en epígrafs on s'hi presentaven candidatures independents a les que va donar suport (Banc Sabadell, Saba, Bon Preu, el Col·legi de Farmacèutics i el Gremi d’Hotels).

## Calendari
- 30 de setembre de 2021: es va declarar obert el procés electoral amb l'ORDRE ICT/1074/2021, de 30 de setembre, del Ministeri d'Indústria, Comerç i Turisme.[25]
- 5 de setembre de 2022: inici del període d'exposició al públic del cens electoral per part de cadascuna de les cambres oficials de comerç, indústria, serveis i navegació de Catalunya.[10]
- 3 de maig de 2023: publicació del decret regulador de la Generalitat.[7]
- 15 de maig de 2023: convocatòria de les eleccions a les diferents cambres de comerç.[26]
- 15 al 20 de setembre de 2023: celebració de les eleccions camerals, entre el 15 i 19 en format telemàtic i el 20 presencial.[26]

## Resultats
Més de 500.000 empresaris i autònoms estaven cridats a participar en les eleccions. A banda de la Cambra de Barcelona, també es van celebrar eleccions per sufragi universal a les de Manresa i Terrassa, mentre que en altres com Lleida ja se sabia qui n'ocuparia la presidència. Es va mantenir el vot telemàtic que s'havia iniciat el 2019, però amb una confirmació addicional per missatge SMS al vot amb certificat digital. Entre el 15 i el 20 de setembre (a les 9 del matí) es va produir la votació electrònica, mentre que la presencial es va fer entre 10 del matí i 5 de la tarda.
La participació final a la Cambra de Comerç de Barcelona fou del 2,8% (inferior al gairebé 4% del 2019). Els resultats a la Cambra de Comerç de Barcelona van donar la victòria a Va d'Empresa, encapçalada per Josep Santacreu, que va aconseguir 26 llocs al Ple, als quals calia afegir-hi els d'empreses que no s'havien afegit a la candidatura, però aquesta els va donar suport, mentre que Eines de País-Un Pas Més va aconseguir-ne 21, 10 menys que en les eleccions anteriors on n'havia aconseguit 31.
A la Cambra de Comerç de Manresa, l'anterior presidenta Sílvia Gratacós va poder accedir a poder renovar el seu mandat, atès que la candidatura opositora, Eines de País, només va aconseguir 4 de les 14 vocalies a les que es presentava. La participació fou del 2,6%.
Finalment, a la Cambra de Comerç de Terrassa, amb una participació del 4%, també la llista continuista encapçalada per Ramón Talamàs (La Teva Cambra) va imposar-se en 31 dels 35 epígrafs que es votaven, mentre que Eines de País en va aconseguir 4, amb una d'elles que es va decidir per sorteig de la Junta Electoral en haver-se produït un empat entre ambdues candidatures. Natàlia Cugueró, que havia encapçalat la candidatura en les dues eleccions, i havia estat vicepresidenta de la Cambra en el Ple anterior, no va aconseguir renovar-la en aquesta ocasió en perdre la votació al seu epígraf. Les candidatures independents no van aconseguir guanyar cap epígraf, com en el cas del Banc Sabadell.
Per concloure el procés, només va restar pendent l'elecció dels representants empresarials a Terrassa, així com les 5 vocalies de més aportació voluntària. Les vocalies de més aportació també restava pendent d'assignar-se a Manresa (fins a 9), Reus (fins a 7) i Sabadell (fins a 10). L'òrgan tutelar de les cambres va preveure que tots els plens quedarien constituïts al llarg del mes de novembre.

## Reaccions
A Barcelona, un cop coneguts els resultats, Eines de País-Un Pas Més, en paraules de Mònica Roca, l'encara presidenta en aquell moment, va assegurar que les 26 vocalies no eren majoria, i que hi havia marge per negociar amb els independents i fins i tot representants de la candidatura guanyadora i de les patronals.
L'endemà de la victòria electoral, Josep Santacreu, guanyador amb la llista Va d'Empresa, en unes declaracions al programa Cafè d'idees de la periodista Gemma Nierga, va afirmar que calia assegurar l'objectiu fundacional, posar la Cambra al servei d'empreses i autònoms, i va lamentar la baixa participació del 2,6% qualificant-la de «ridícula». Va subratllar també que la gran política s'havia de fer al Parlament i que, des de la Cambra, farien una política econòmica per ajudar al desenvolupament del país.